# 각동 단층
각동 스러스트 단층(覺洞 衝上斷層, Gakdong Thrust Fault, GTF) 또는 각동-상리 스러스트 단층(Gakdong-Sangri Thrust Fault)은 대한민국 옥천 습곡대 내 강원특별자치도 정선군에서 충청북도 단양군까지 북동-남서 방향으로 발달하는 대규모의 충상단층이며 조선 누층군 태백층군, 영월층군 및 대동 누층군 반송층군의 분포와 영월군의 지질 및 단양군의 지질을 규제하는 중요한 지질 구조이다.

## 개요
각동 스러스트 단층 또는 각동 충상단층은 요시무라(1940)에 의해 영월군 영월읍에서 덕포리 스러스트 단층(德浦里 衝上斷層, Deokpori Thrust Fault)이라는 이름으로 처음 보고되었으며 태백산지구지하자원조사단(1962)에 의하면 각동 스러스트 단층은 충청북도 단양군 단양읍과 단양역 사이에서 시작하여 북동 30°의 주향으로 영월군 남면을 지나 정선군 정선읍 북실리 부근에서 소멸된다. 김정환 외(1994)는 각동 충상단층이 옥동 단층에 비해 저각의 경사를 가지는 것으로 보고하였다. 각동 단층은 최덕근(1998)에 의해 조선 누층군 태백층군과 영월층군의 중요한 경계로 제시되었다. 이 단층을 경계로 조선 누층군 영월층군은 단층 북서부에, 태백층군은 단층 남동부에만 분포한다. 지질도 상으로 영월읍 북부 문산리, 거운리에서 삼옥리와 영월역(덕포리), 흥월리를 지나 단양군으로 이어지는 북동-남서 주향의 스러스트 단층이다. 조선 누층군 태백층군은 이 단층 남동부에만, 영월층군은 이 단층 북서부에만 분포하며 영월군 영월읍 문산리에서 단양군 단성면까지 대동 누층군 반송층이 이 단층을 따라 길게 분포한다. 북동-남서 주향의 단층의 자취는 단양군에서 영월군 남서부 지역까지 이어지나, 영월읍 삼옥리 부근에서 주향이 북북동-남남서 혹은 남-북으로 변한다. 이 단층에 의해 고생대 조선 누층군 영흥층이 중생대 대동 누층군 반송층군 위로 충상되어 있다.

## 단층의 자취

### 영월군
영월군 영월읍 덕포리에서 이 단층의 주향과 경사는 북동 25° 및 북서 35°이며, 고생대 오르도비스기 조선 누층군 영흥층을 중생대 쥐라기 대동 누층군 반송층 위에 올려 놓는다.

### 단양군
단양군 지역에서는 남한강을 따라 북동-남서 방향으로 발달하며 이 단층에 의해 고생대 오르도비스기의 영월형 조선 누층군이 중생대 쥐라기의 대동 누층군 반송층군 위로 충상(衝上)되었고, 이 단층을 경계로 그 남동쪽에 조선 누층군 태백층군과 평안 누층군이, 북서쪽에 조선 누층군 영월층군이 분포한다. 각동 스러스트 단층은 단양군 대강면 지역에서 서북서-동남동 주향의 죽령 단층에 의해 좌수향으로 절단된다. 남한강 북서부이자 각동 단층의 상반부에 해당하는 단양군 매포읍, 어상천면 지역에는 각동 내프(Gakdong Nappe) 형태로 조선 누층군 영월층군이 분포한다.
조선 누층군 태백층군은 각동 스러스트 단층과 옥동 단층 사이에서 북동-남서 방향으로 발달하고 북서쪽으로 경사져 있다. 태백층군 내에는 층리평행 전단구조가 보고되어 있다. 소진현 외(2023)의 연구 결과 묘봉층, 화절층, 두무골층에서 우수향 및 좌수향 주향이동을 지시하는 층리평행 전단구조와 엽리가 다수 관찰되었으며, 지층들은 두 단층에 의해 변형 분할(strain partitioning)의 양상을 보여준다.

## 같이 보기
- 한국의 단층
- 영월인편상구조대
- 영월군의 지질
- 단양군의 지질
- 충상단층
- 경강 단층
- 옥동 단층
- 조선 누층군
- 대동 누층군 반송층군